# Biskin
Biskin ist seit 1958 eine eingetragene Marke und gehört zum Markenportfolio des Elmshorner Lebensmittelunternehmens Peter Kölln GmbH & Co. KGaA. Zur Produktreihe von Biskin gehören hoch erhitzbare Pflanzenfette und -öle.

## Geschichte
Biskin wurde 1958 vom niederländisch-britischen Konzern Unilever als Marke eingetragen. 1959 wurde die Marke Biskin neben Rama, Sanella, Blauband und Palmin durch die deutsche Unilever-Tochter Margarine-Union GmbH geführt. 1964 gehörten Biskin und Palmin zu den führenden Speisefetten in Deutschland. Durch den Biskin-Werbeslogan „Schließt die Pore und hält den Saft zurück“ verbreitete sich in den Medien und in der Bevölkerung der falsche Eindruck, dass sich beim Anbraten die Fleischporen schließen würden. Im September 2004 kaufte das Familienunternehmen Peter Kölln von Unilever die Markenrechte für Biskin, Livio, Palmin und Becht’s. 
Unilever verkaufte diese, als es die Zahl seiner regionalen und lokalen Marken verringerte. 
Die unter diesen Marken angebotenen Produkte werden von Peter Kölln nicht selbst hergestellt, sondern als Handelsware vertrieben.

## Produkte
Das Produkt-Portfolio besteht aus den Pflanzenölen Biskin Extra Heiß, Biskin Gold und Biskin Spezial, den Pflanzenfetten Biskin Reines Pflanzenfett und Biskin Spezial sowie der Pflanzencreme Biskin Spezial.

## Bekanntheit der Marke
Ein Ausstellungskatalog zählte Biskin 2004 zu jenen „Marken, die jeder kennt“.
Biskin ist durch Fernsehwerbung, z. B. mit dem Sternekoch Martin Bräuer, und Werbeanzeigen bekannt.